# جبل دنا

طبوغرافيا إيران

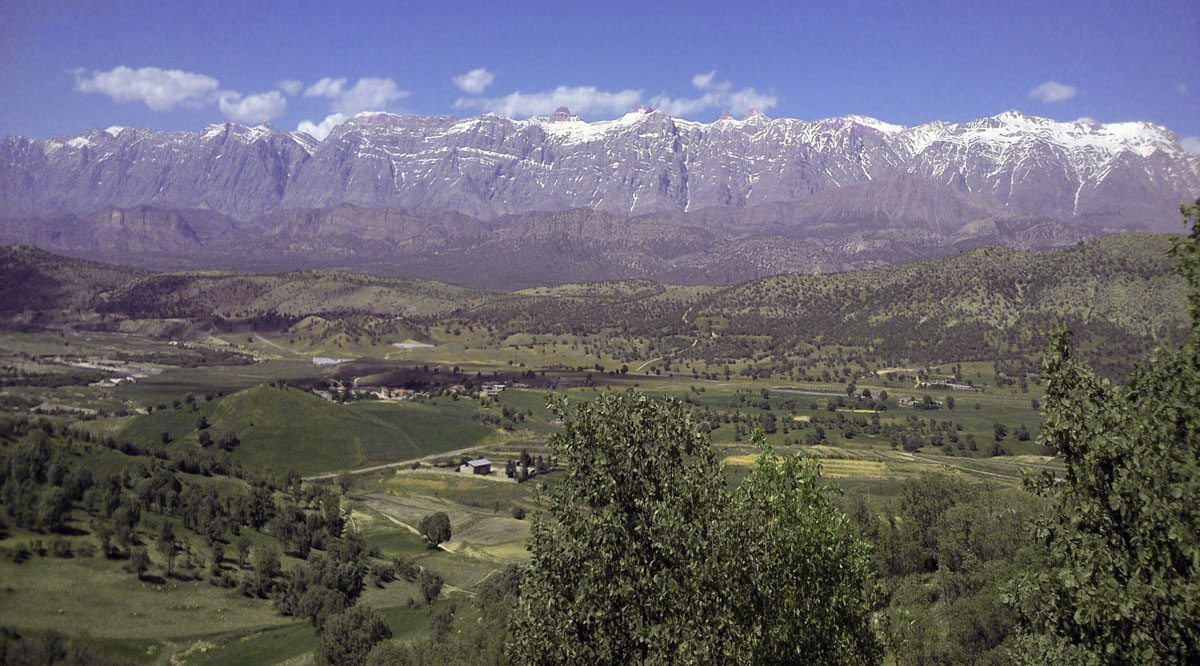
سلسلة جبال دينا كما تُرى من الجنوب الغربي

دنا (في لوري و (بالفارسية: دنا) ) هو اسم نطاق فرعي داخل سلسلة جبال زاغروس. جبل دنا بطول 80 كيلومتر (50 ميل) ومتوسط عرض 15 كيلومتر (49,000 قدم) متوسط العرض ، يقع على حدود مقاطعات أصفهان وكهكيلويه وبوير أحمد وتشهارمحال وبختياري في إيران . 
يحتوي جبل دنا على أكثر من 40 قمة يزيد 4,000 متر (13,000 قدم). بارتفاع 4،409 مترًا فوق مستوى سطح البحر، تعد قش مستان أعلى قمة في سلسلة جبال دنا وفي جبال زاغروس بشكل عام. قمة أخرى معروفة في هذا النطاق هي حوض دال بالقرب من مدينة سي سخت 30 كيلومتر (19 ميل) شمال ياسوج.
يتراوح هطول الأمطار السنوي في جبل دنا بين 600 إلى 1,800 مليمتر (24 إلى 71 بوصة) وأنهار مختلفة بما في ذلك فرع من ارتفاع كارون في هذا النطاق.
من الناحية الجيولوجية ، يقع جبل دينا في منطقة سنندج - سيرجان الجيولوجية والهيكلية في إيران وهو مصنوع بشكل أساسي من الحجر الجيري الطباشيري . 
في 18 فبراير 2018، تحطمت طائرة الخطوط الجوية الإيرانية رقم 3704 في جبل دنا، مما أسفر عن مقتل جميع من كانوا على متنها وعددهم 65 شخصًا.  

## معرض صور

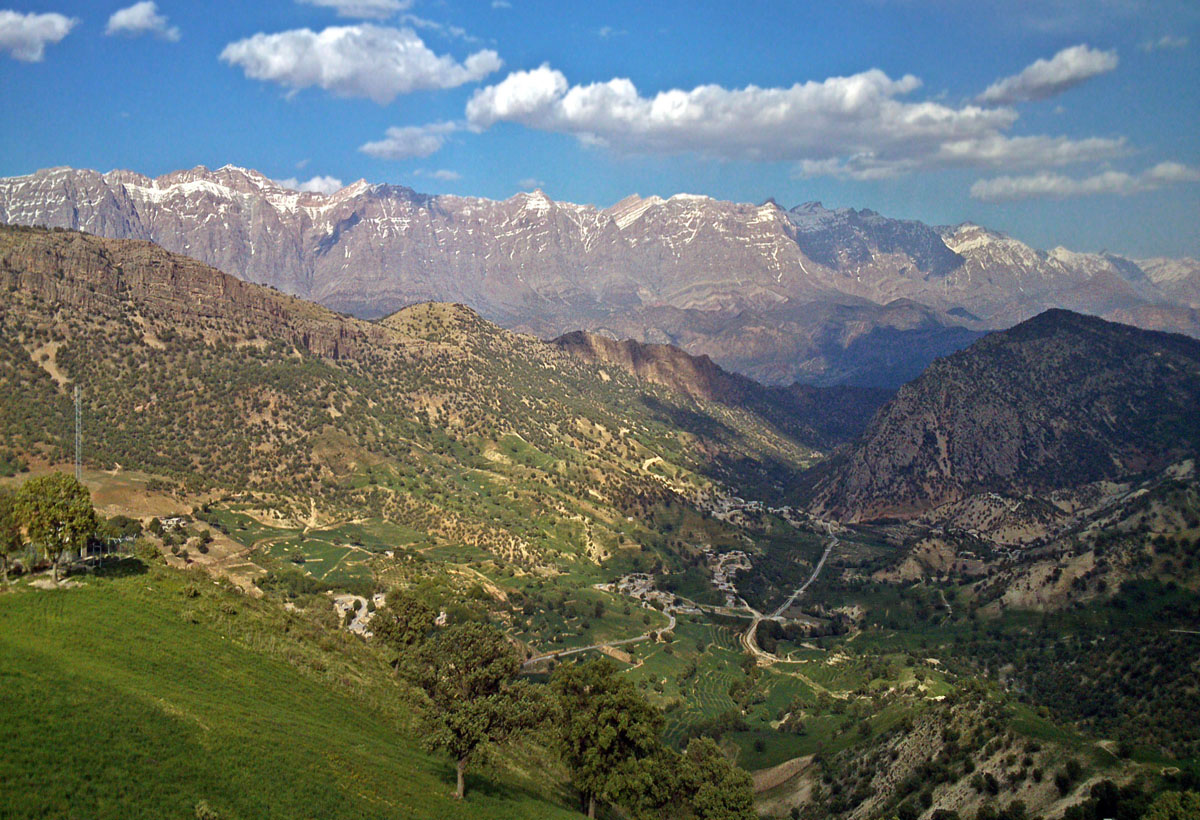
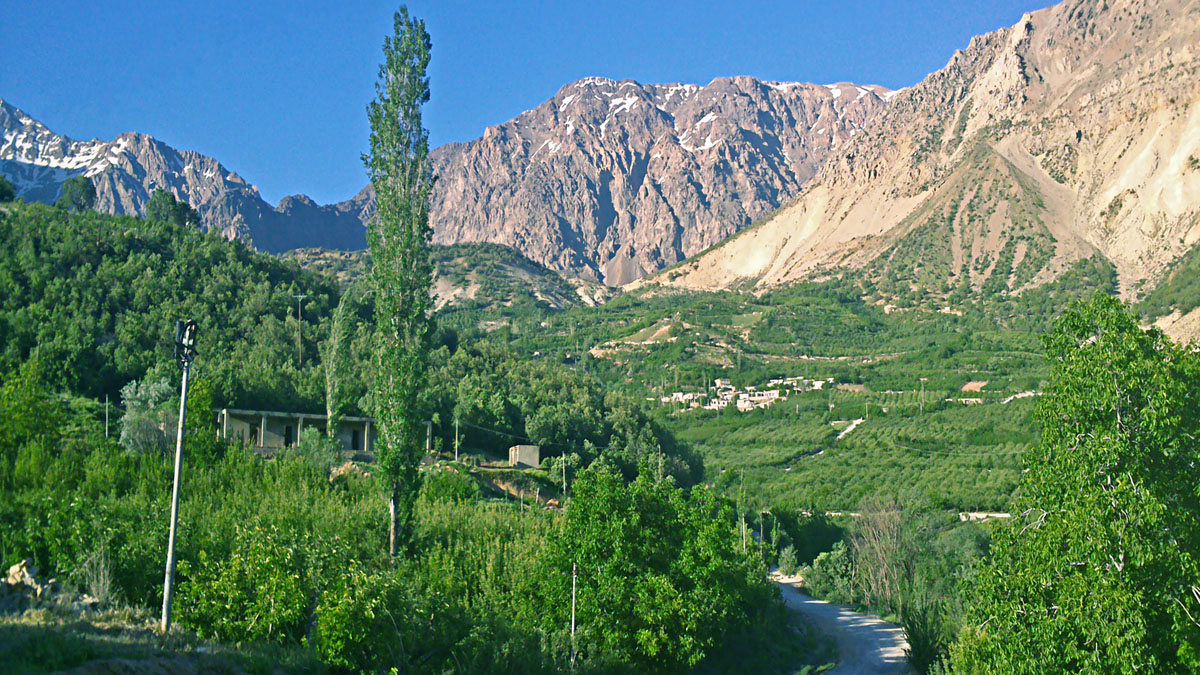
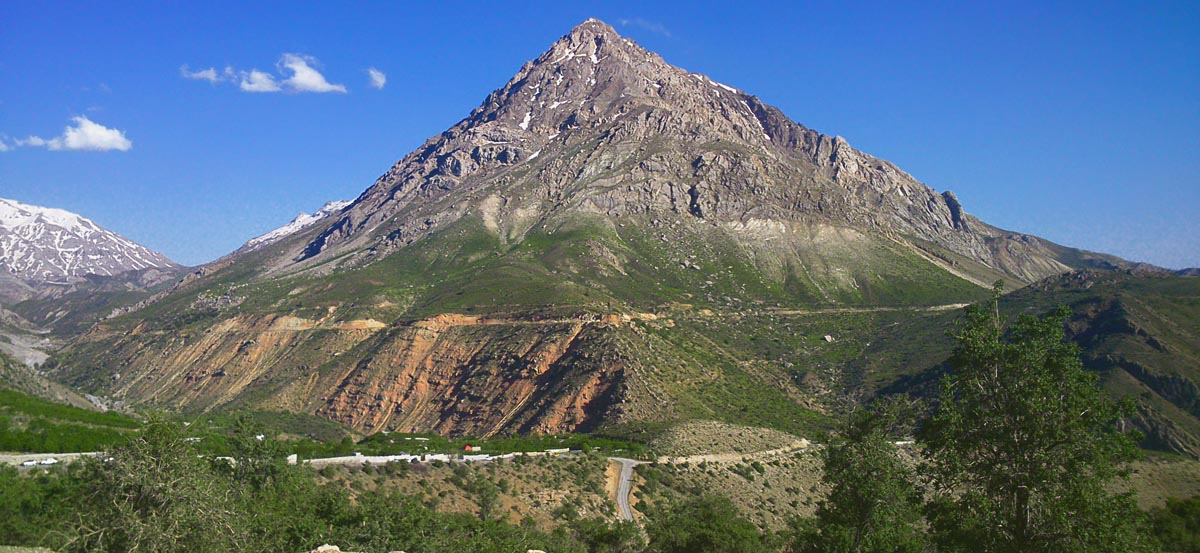
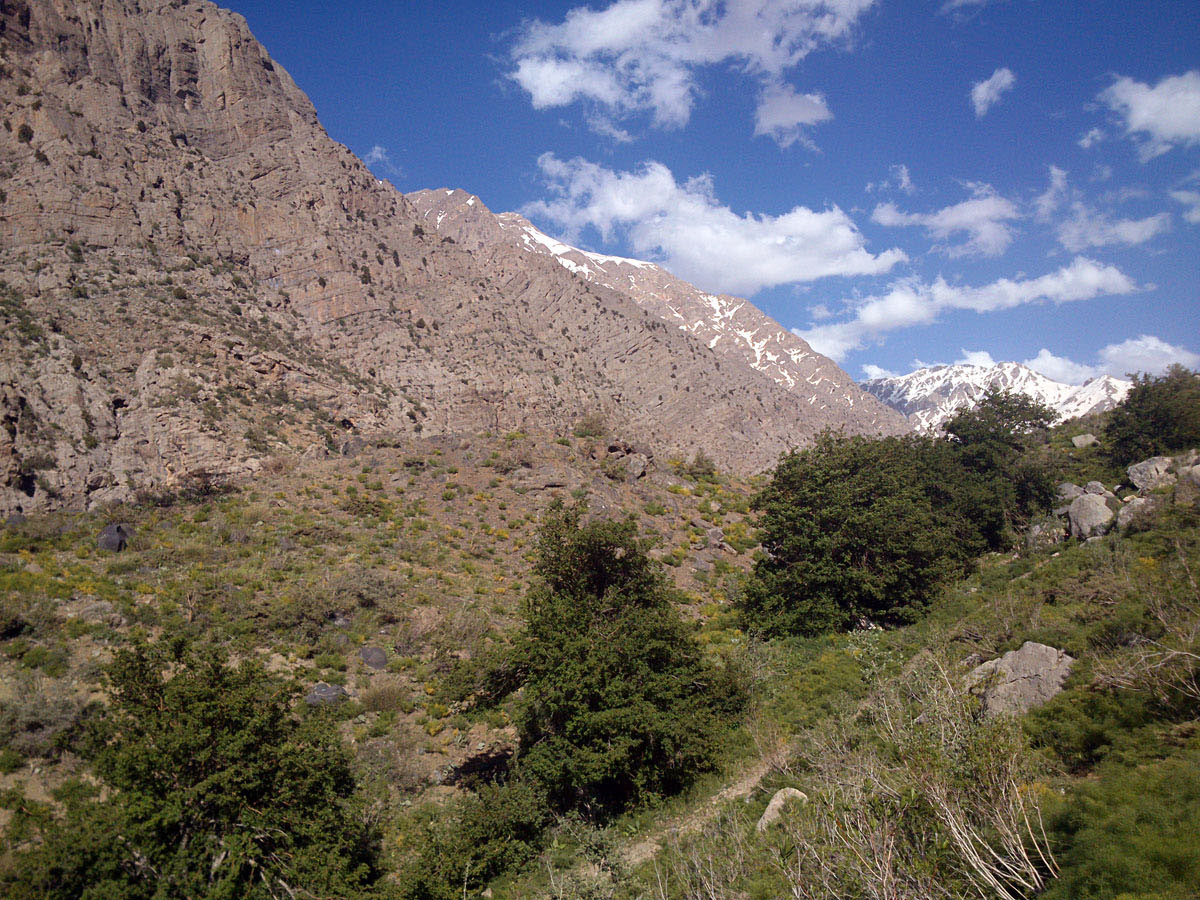
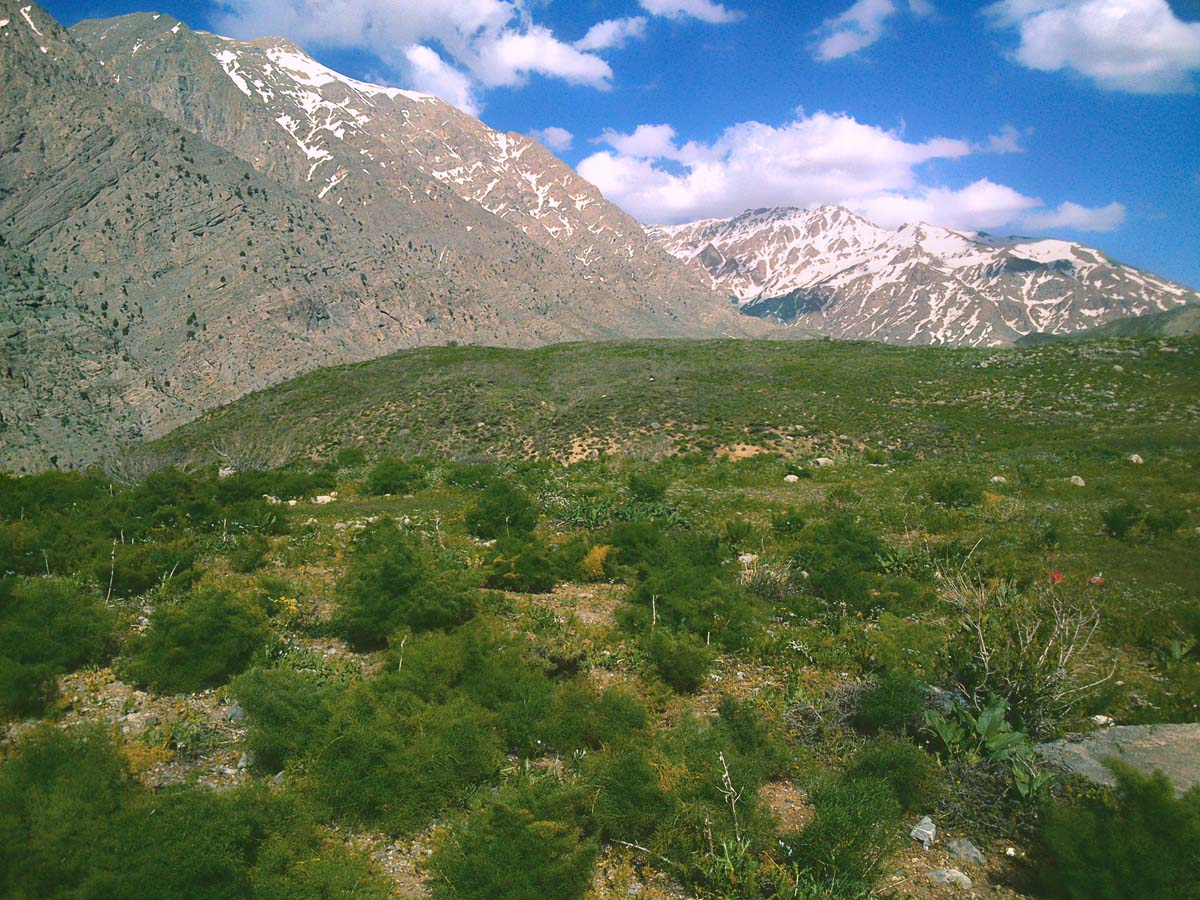
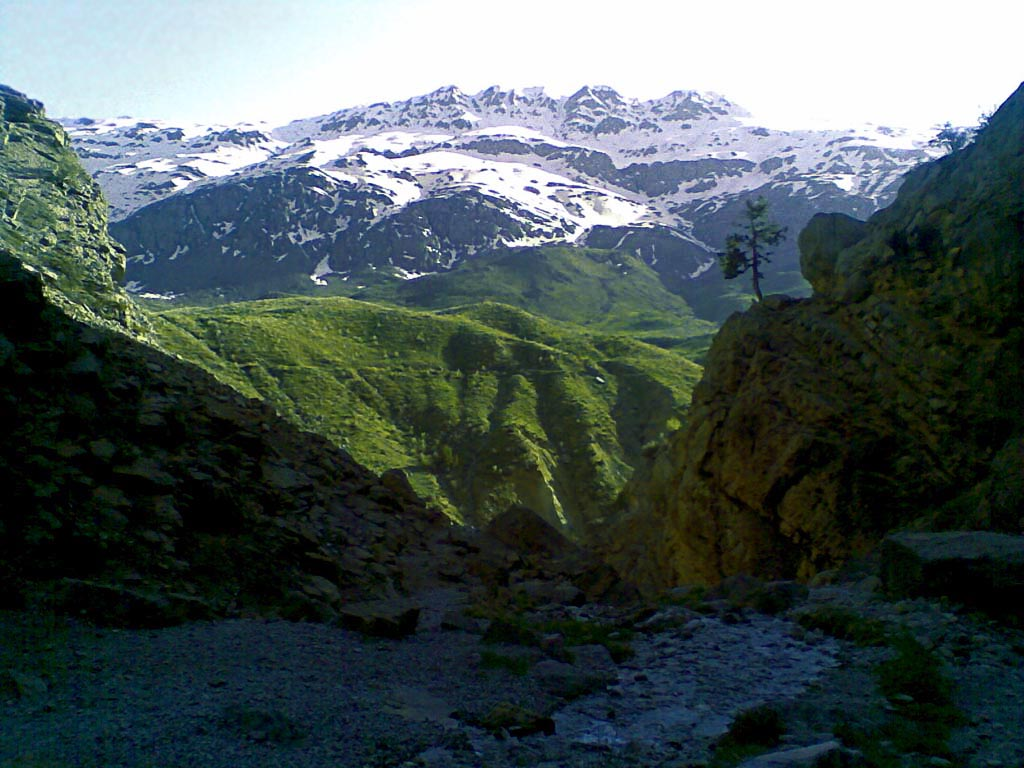
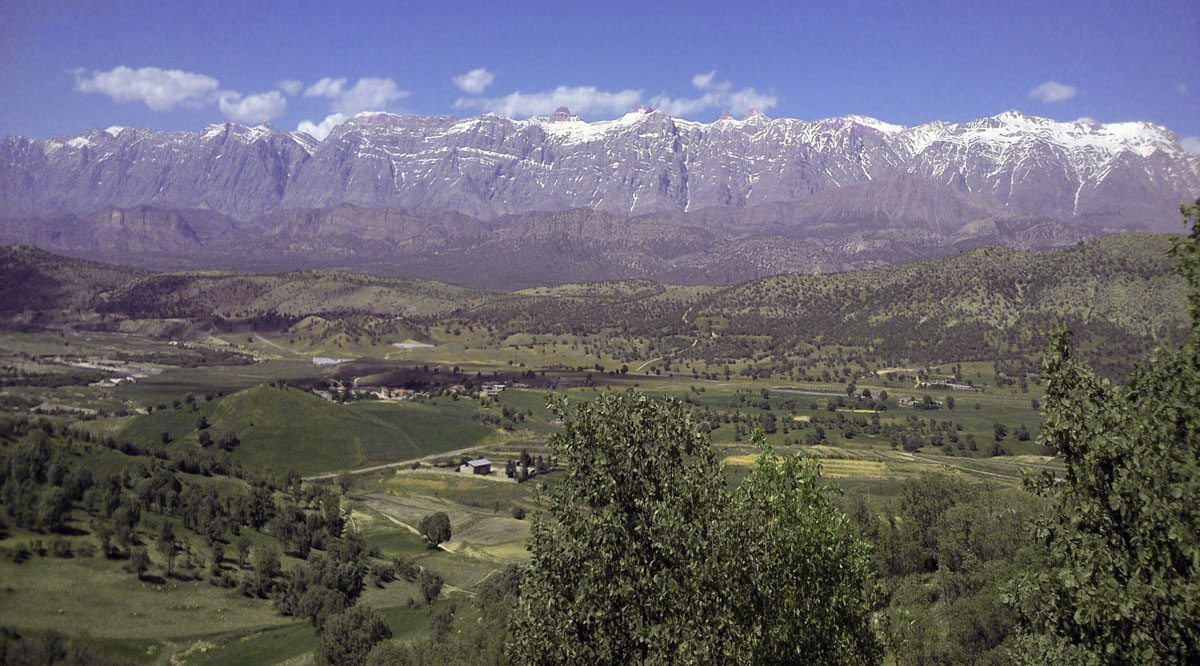
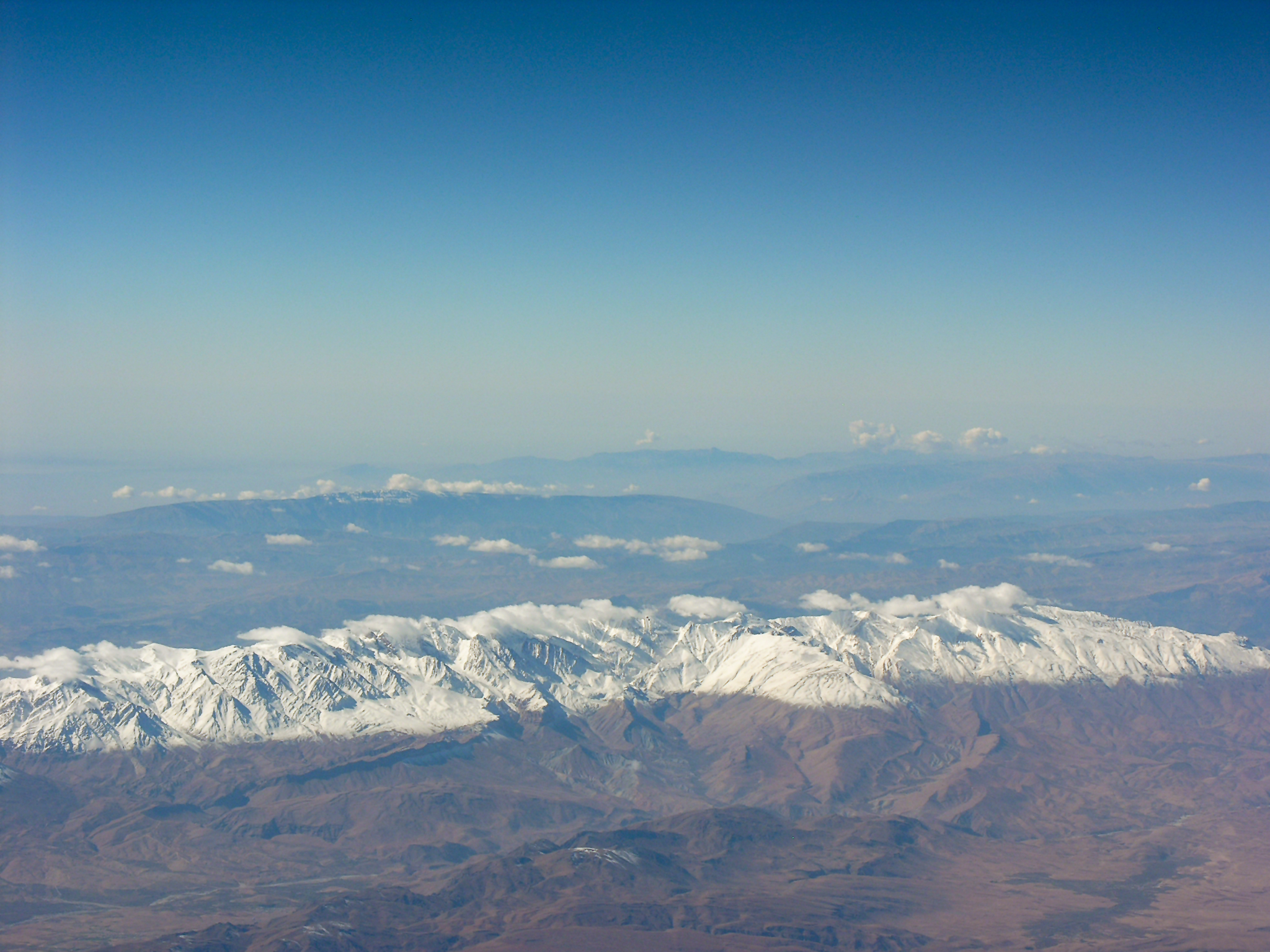